# Vlag van Zimbabwe

Vlag van Zimbabwe (ratio 1:2)

De vlag van Zimbabwe werd aangenomen op 18 april 1980. De vlag bestaat uit zeven horizontale banen in de kleurencombinatie groen-geel-rood-zwart-rood-geel-groen. Aan de hijszijde bevindt zich een witte driehoek (die zwart omlijnd is), met daarin een vogel op een ster.

## Symboliek

### De vogel en de ster
De vogel van Zimbabwe die op de vlag is afgebeeld is een weergave van een spekstenen beeld dat gevonden werd in de ruïnes van Groot Zimbabwe, een stad die rond het jaar 1450 ten onder ging. Deze vogel beeldt de rijke historie van het land uit. De ster op de achtergrond van de vogel symboliseert de strijd voor vrijheid en vrede.

### Kleuren
De kleuren op de vlag zijn de Pan-Afrikaanse kleuren plus zwart en wit. De kleuren hebben op zichzelf ook een betekenis:
- Groen: de landbouw en het platteland van Zimbabwe;
- Geel: de Zimbabwaanse rijkdom aan mineralen;
- Rood: het bloed dat bij de bevrijding van het land is gevallen;
- Zwart: de erfenis en etniciteit van de zwarte Afrikanen;
- Wit: vrede

Critici stellen echter dat de kleurencombinatie afkomstig is van de vlag van de ZANU-partij van president Robert Mugabe.

## Geschiedenis
Tot 1979 heette het land Rhodesië. Als Britse kolonie maakte het (als Zuid-Rhodesië) tot 1963 deel uit van de Federatie van Rhodesië en Nyasaland, ook wel Centraal-Afrikaanse Federatie genoemd, met daarin ook het huidige Malawi en Zambia. Nadat deze gebieden zich in 1963 afgescheiden hadden, verklaarde Rhodesië zich op 11 november 1965 onafhankelijk van Groot-Brittannië. Het land voerde in de periode 1964-1968 een lichtblauw Brits vaandel met aan de rechterkant het wapen van Rhodesië.
| Vexillologisch symbool voor een buiten gebruik gestelde vlag | Vexillologisch symbool voor een buiten gebruik gestelde vlag | Vexillologisch symbool voor een buiten gebruik gestelde vlag |
| Vexillologisch symbool voor een buiten gebruik gestelde vlag | Vexillologisch symbool voor een buiten gebruik gestelde vlag | Vexillologisch symbool voor een buiten gebruik gestelde vlag |

In 1968 werd een nieuwe vlag aangenomen: een groen-wit-groene vlag (zoals de vlag van Nigeria) met in het midden het nieuwe wapen van het land. In 1979 ging het land Zimbabwe-Rhodesië heten en werd een nieuwe vlag ontworpen, deze vlag bevatte de spekstenen vogel die ook op de huidige vlag staat op een zwart veld (symbolisch voor de zwarte meerderheidsbevolking), de kleur van de vogel staat voor de minerale rijkdommen van het land. Naast dat vlak stond een witte streep die de blanke bevolking vertegenwoordigde deze was verbonden met een witte streep, symbolisch voor de vrede. De groene en rode streep stonden respectievelijk voor de natuurlijke rijkdommen en de onafhankelijkheisstrijd. De vlag bevatte de Pan-Afrikaanse kleuren om de veranderende politieke situatie te vertegenwoordigen. Zimbabwe Rhodesië keerde als gevolg van het Lancaster House Agreement enkele maanden terug onder Brits beheer, waarna het in 1980 als Zimbabwe onafhankelijk werd en de huidige vlag werd aangenomen.